# Takatāpui

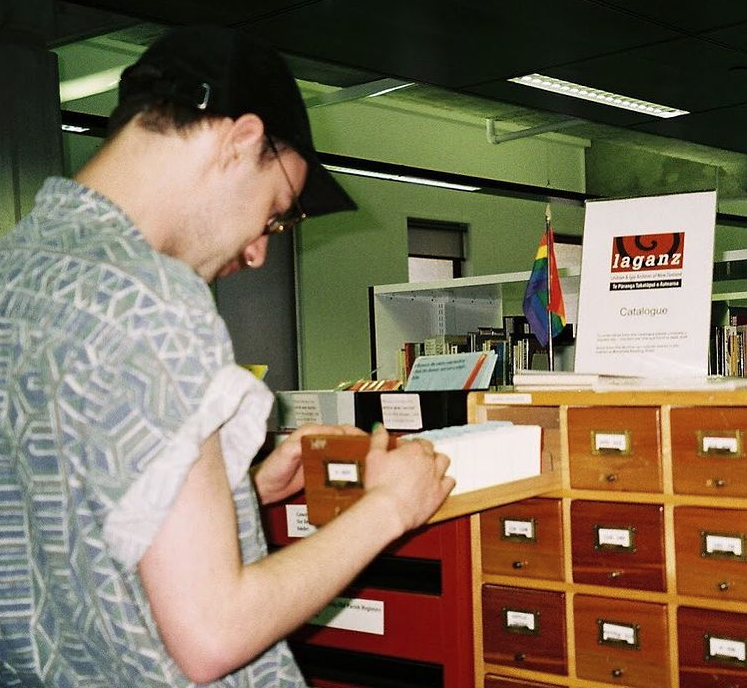
Photographie du Lesbian and Gay Archives of New Zealand (Archives Lesbiennes et Gay de Nouvelle-Zélande).

Takatāpui, ou takataapui, est le terme maori qui signifie un partenaire dévoué du même sexe,,. En terminologie occidentale, une personne qui s’identifie comme takatāpui est un individu maori qui est gay, lesbienne, bisexuel ou transgenre (LGBT),. Takatāpui est employé en réaction à la construction occidentale de « sexualité, genre et expressions d'identité correspondantes » (identité de genre et identité sexuelle). Les identifiants de genre maoris (wāhine, tāne) et les rôles de genre (protocoles marae, participation à la guerre, modes féminins et masculins d’habillement et de placement de Tā moko) précèdent et sont indépendants de l'influence occidentale. Ce terme englobe non seulement des aspects de la sexualité, mais aussi l'identité culturelle. Takatāpui incorpore un sentiment d’identité indigène et communique une orientation sexuelle ; il devient un terme parapluie de solidarité entre la sexualité et les minorités de genre au sein des communautés maoris.
Takatāpui est un mot ancien, mais son application est récente. Ainsi, le Dictionnaire de langue maori, compilé par le missionnaire Herbert Williams en 1832, souligne la définition de « compagnon intime du même sexe ». Après une longue période de désuétude, il ressurgit dans les années 1980 pour désigner une personne  maori et non-hétérosexuelle. Le mot takatāpui existait en Nouvelle-Zélande pré-coloniale pour décrire les relations entre les personnes du même sexe. L'existence de ce mot rejette l'argument conservateur maori selon lequel l'homosexualité n'existait pas dans la société maori avant l'arrivée des Européens.

## Dans la mythologie
La notion de takataapui se retrouve dans la mythologie maorie. Ainsi, le récit classique exhaustif des origines des dieux et des premiers êtres humains est contenu dans un manuscrit intitulé Nga Tama a Rangi (Les enfants du ciel), écrit en 1849 par Wī Maihi Te Rangikāheke, de la tribu Ngati Rangiwewehi de Rotorua. Ce manuscrit « donne un récit clair et systématique des croyances religieuses maoris sur l'origine de nombreux phénomènes naturels, la création des femmes, l'origine de la mort, et la pêche des terres. Aucune autre version de ce mythe ne se présente de manière aussi systématique [...] ». Il commence ainsi: « Mes amis, écoutez-moi. Le peuple maori est dérivé d'une seule source, à savoir le Grand-Ciel qui est au-dessus, et la Terre qui est au-dessous. Selon les Européens, Dieu a fait le ciel, la terre et toutes choses. Selon les Maoris, le Grand-Ciel (Rangi) et la Terre (Pape) sont eux-mêmes la source ».
La légende de Hinemoa et Tūtānekai constitue une histoire d'amour du monde maori. Populaire, ce récit est adapté dans d'autres arts : la musique, le cinéma, le théâtre et la danse. Le personnage féminin de Hinemoa défie sa famille pour revendiquer Tūtānekai comme son « désir du cœur », fils de l'épouse d'un chef qui n'était pas son égal social. En lisant la version originale de Te Rangikāheke en langue Maori, Alison Laurie remarque que Tūtānekai a un ami masculin, hoa takatāpui, nommé Tiki, et Tūtānekai n'est « à aucun moment aussi impressionné par Hinemoa que le récit romantique victorien avait interprété ». Après que Tūtānekai rejoint Hinemoa, Tiki est affligé par la perte de sa hoa takatāpui. Tūtānekai, se sentant aussi affligé, ordonna à sa sœur cadette d'épouser Tiki pour le réconforter. Malgré  l'absence de mention de rapports sexuels entre Tiki et Tūtānekai, il est admis que leur relation dépasse la simple amitié, et ce récit illustre le concept de takataapui, qui diffère de l'homosexualité contemporaine des sociétés occidentales.

## Emplois du terme

### Correspondance avec les termes LGBT
Takataapui est un terme parapluie qui peut désigner plusieurs identités et orientations : takatāpui kaharua pour la bisexualité, takatāpui wahine pour le lesbianisme, takatāpui tāne ki wahine pour la transidentité, qu'elle soit masculine ou féminine,. 

### Acception traditionnelle
Le sens contemporain des orientations LGBT ne correspond pas aux acceptions traditionnelles. De plus, l'information sur les variations de rôles de genre et sur les orientations non-hétérosexuelles, telles qu'admises au 21e siècle, est supprimée par la morale victorienne, apportée par des colonisateurs et des missionnaires chrétiens. Il subsiste des preuves, bien que circonstancielles, que les takataapui vivent  sans discrimination dans les temps pré-européens. Les personnes homosexuelles ont le choix de s'identifier comme gays ou lesbiennes (termes européens) ou takataapui (terme maori) : elles peuvent employer les premiers termes par commodité, le second pour conserver leur culture et les connaissances ancestrales ,,, et parfois les deux selon le contexte. C'est une double identité, maori et LGBT, que le terme takataapui implique.

### Époque contemporaine
Un rapport de la Commission de santé publique écrit par Herewini et Sheridan en 1994 contient une des premières occurrences du terme au sens contemporain. Il y désigne des hommes maoris, qui ont des rapports avec d'autres hommes, qu'ils se définissent, ou non, comme gays. Environ un cinquième des Maoris sont jeunes, mais le système d'éducation de l'État ne fournit pas explicitement l'exploration de multiples identités.  Les rôles spirituels et sociaux traditionnels que les takatāpui jouent dans les sociétés maoris historiques ne s'intègrent pas facilement aux plans d'enseignement et, malgré un mandat de 2002 du ministère de l'Éducation, une « absence totale de programme d'enseignement de la sexualité culturellement approprié dans les écoles pour les Māori » demeure.